# Дикий мёд (фильм)
«Дикий мёд» — советский художественный фильм, снятый режиссёром Владимиром Чеботарёвым на киностудии «Мосфильм» в 1966 году.
Экранизация одноименного романа Леонида Первомайского.
Премьера фильма состоялась 10 июля 1967 года.

## Сюжет
Фильм о героике и буднях Великой Отечественной, о любви в условиях войны, чувстве, едва наметившемся и резко оборванном войной.
1943 год. По заданию военной газеты фотокорреспондент Варвара Княжич отправляется на передовую, чтобы сделать несколько снимков подбитого мощного немецкого танка «Тигр». В боевой обстановке ей приходится столкнуться со сложными отношениями между офицерами и подчинёнными.
Варваре удается добиться отмены жестокого и несправедливого расстрельного приговора, вынесенного трибуналом сбежавшему с поля боя от «Тигров» бронебойщику Федяку. Позже во время боя майор трибунала, его приговоривший, оказывается с Федяком в одном окопе…
Во время выполнения журналистского задания Варя оказывается буквально в двух шагах от смерти. Но именно здесь ей суждено найти свою любовь… Глубоким чувством за недолгое время знакомства проникается она к мужественному полковнику Лажечникову, который вместе с Федяком геройски погибает в ближайшем бою.

## В ролях
- Алла Ларионова — Варвара Княжич, военный корреспондент
- Владимир Самойлов — Лажечников, полковник
- Владимир Емельянов — Родион Павлович Костецкий, генерал-майор
- Гурген Тонунц — Гулоян, боец-бронебойщик
- Валентин Зубков — Сербин, майор
- Лев Иванов — Алексей Петрович Савичев, генерал
- Станислав Чекан — Фёдор Саввич Федяк, бронебойщик
- Юрий Киреев — Кустов, танкист
- Виктор Файнлейб — Шрайбман, бронебойщик
- Всеволод Сафонов — Саша, муж Варвары, геолог
- Николай Погодин — Жук, капитан
- Александр Лебедев — Васьков, водитель
- Виктор Уральский — Кукуречный, лейтенант
- Валентина Ананьина — военная регулировщица
- Павел Винник — геолог
- Евгений Жариков — эпизод
- Виктор Колпаков — Зубарев, солдат
- Геннадий Крашенинников — Ваня, адъютант Костецкого
- Дмитрий Масанов — Андрей Игнатьевич, командир дивизии, полковник
- Маргарита Мерино — эпизод
- Нодар Мгалоблишвили — военный в блиндаже
- Владимир Маренков — Грицай, сержант
- Юрий Мартынов — пленный немец
- Раднэр Муратов — военврач
- Даниил Нетребин — капитан Мурашко, разведчик
- Лев Поляков — начальник геологической экспедиции
- Пётр Савин — Зубченко, солдат
- Николай Сморчков — Орлов, бронебойщик
- Тамара Совчи — медсестра
- Владимир Тыкке — Петриченко, адъютант Савичева
- Владимир Ферапонтов — Володя, танкист
- Сергей Юртайкин — геолог
- Елена Строева — эпизод

Фильм является одним из лидеров отечественного проката 1967 г., который посмотрели 21 500 000 зрителей.